# Clima de Mart

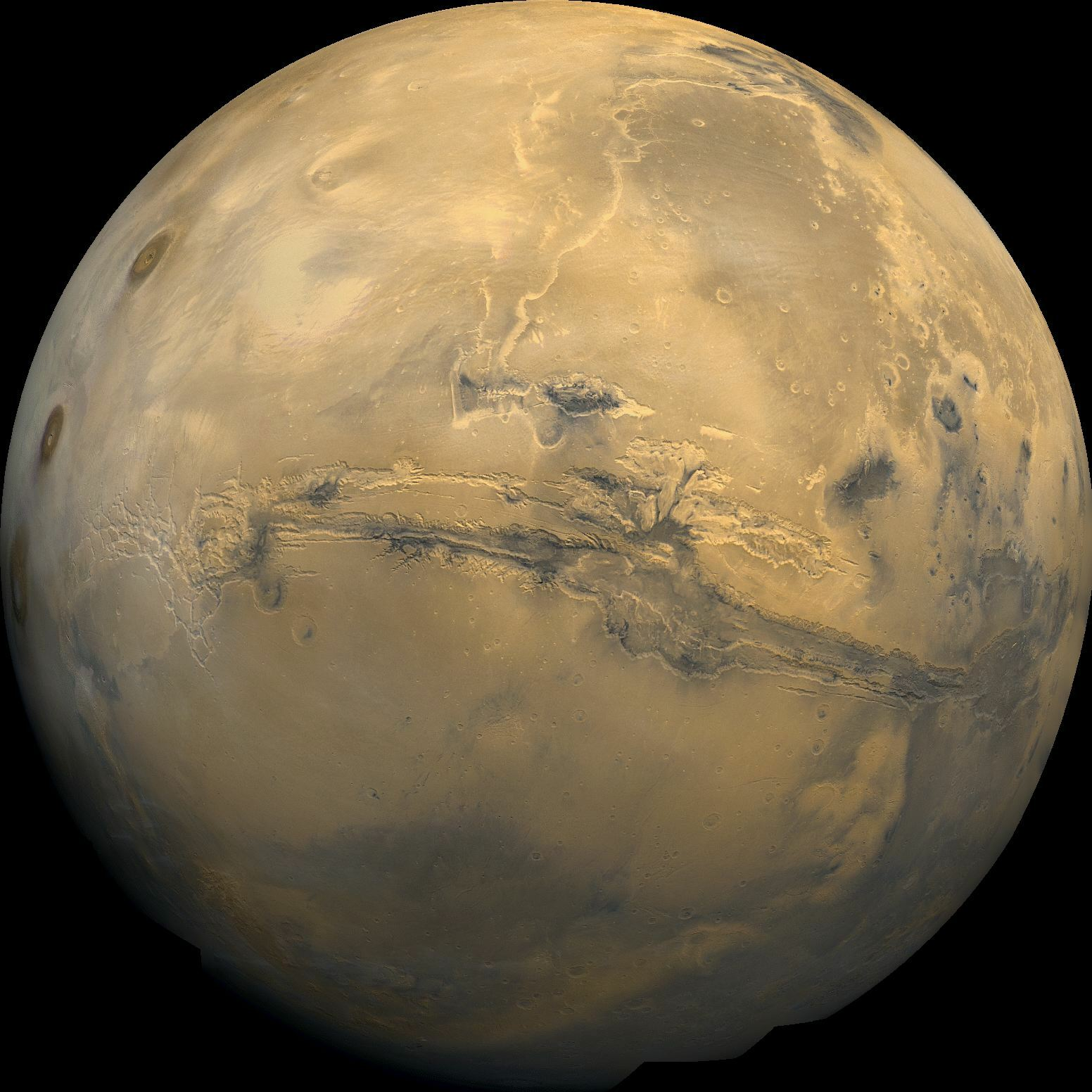
Imatge de Mart pel Viking 1, 22 de febrer de 1980

El clima de Mart ha estat un tema d'interès científic durant segles entre altres coses perquè Mart és l'únic planeta del qual es pot observar la superfície en detall directament des de la Terra.
Una de les missions del Curiosiy és la d'estudiar el clima de Mart.
Presumiblement el clima de Mart en temps passats havia estat més càlid i més humit i presentava a la seva superfície una capa d'aigua liquida i fins i tot hi plovia. Això fa al planeta Mart el candidat més probable per la primera missió que porti humans a un altre planeta.
Malgrat que Mart tingui una massa menor que la de la Terra i estigui un 50% més lluny del Sol que la Terra, el seu clima té similituds importants com són els casquets polars amb gel, els canvis estacionals i la presència observable de patrons de temps meteorològic. També hi ha diferències importants com és l'absència d'aigua líquida, (malgrat que n'hi ha de congelada) i la inèrcia tèrmica que a Mart és molt més baixa. L'atmosfera marciana té una alçada d'uns 11 km (un 60% més alta que la terrestre). L'increment de la sublimació que s'ha observat en els darrers anys en el pol sud de Mart ha portat a especular que també experimenta un escalfament global.
El 2021 el Rover Curiosity fent servir el telescopi d'un dels seus instruments, la chemCam, fa observacions a distància del terreny. És gràcies a aquestes imatges i dades que un equip combinat de científics nord-americans i francesos, liderat per un científic de l'Institut de Recerca en Astrofísica i Planetologia del CNRS francès, ha descobert que Mart no es va convertir en l'erm que és ara en un procés llarg i ireversible sinó que va anant alternant entre períodes secs i humits fins que fa uns 3.000 milions d'anys es va assecar definitivament, prenent l'aspecte actual.

## Història de les observacions del clima de Mart
Giancomo Miraldi determinà l'any 1704 que el casquet polar sud no està centrat en el pol rotacional de Mart. Durant el fenomen de l'oposició de l'any 1719, Miraldi observà tots dos casquets polars i la variabilitat temporal de la seva extensió.
William Herschel va ser el primer a dedur la baixa densitat de l'atmosfera marciana l'any 1784 quan observà que el pas proper de dues estrelles no va afectar les sevesbrillantors.
Honore Flaugergues el 1809 descobrí "núvols grocs" sobre la superfície de Mart osa que va ser la primera observació de les tempestes de pols de Mart. Flaugergues també es va fixar que la significativa disminució del casquet polar durant la primavera de Mart però la seva conclusió que el clima de Mart era més càlid que el de la Terra era incorrecta.

## Paleoclimatologia de Mart
Hi ha actualment dos sistemes de classificació del clima de Mart en temps passats: El primer està basat en la densitat dels cràters i té tres edats, Noachiana, Hesperiana i Amazoniana. S'ha proposat una alternativa basada en la mineralogia també amb tres edats, Phyllociana, Theikiana i Siderikiana.
L'atmosfera de l'era Noachiana es creu que era rica en diòxid de carboni. L'estudi de les argiles de Mart mostren que tenien poc o gens de carbonats en aquella era. Les formacions d'argila en una atmosfera rica en diòxid de carboni sempre presenten carbonats però una vegada formats són susceptibles d'ésser destruïts per l'acidesa volcànica.
El descobriment de minerals formats amb l'aigua a Mart incloent Hematita i jarosita pel Opportunity rover, i de goethita pel Spirit rover han portat a la conclusió que les condicions climàtiques del passat llunyà ermetien el lliure flux d'aigua asobre Mart. La forma d'alguns impactes de cràter indica que el sòl estava humit en el moment de l'impacte. La hipòtesi d'un clima calent i humit en l'era Noachiana es contrasta amb l'anàlisi de meteorits provinents de Mart que suggereixen que la temperatura ambient sobre la superfície estava per sota de 0 °C com a mínim des de fa 4000 milions d'anys
Mart podria haver tingut en el passat una atmosfera més gruixuda i calenta que la de la Terra i hi podria haver hagut llacs i oceans. Però és extremadament difícil construir models de clima globals per a Mart que donin temperatures per sobre de 0 °C en qualsevol moment de la seva història.

## Meteorologia
La temperatura a Mart varia d'any a any (com s'espera que passi a qualsevol planeta amb una atmosfera). A Mart no hi ha cap oceà que són una font de molta variació intranual del temps meteorològic a la Terra. Les dades de la "Mars Orbital Camera" van començar el març de 1999 i abasten 2,5 anys marcians aquestes dades mostren que l'oratge de Mart tendeix a ser més repetitiu i més predictible que el de la Terra.
El 29 de setembre de 2008, la nau espacial Phoenix lander va fotografiar una nevada caient d'un núvol a la Vall Verda de Mart prop del cràter Heimdall. La neu es va tornar en vapor abans d'arribar al sòl, en un fenomen meteorològic que s'anomena virga.

## Núvols

Animació de núvols de gel a Mart.

Les tempestes de pols de Mart poden fer arribar a l'atmosfera partícules fines amb les quals es poden formar núvols que poden estar situats molt amunt a uns 100 km de la superfície. Són núvols molt tènues i només es poden veure per la llum solar reflectida a la foscor de la nit. En aquest sentit són com unl núvol noctilucent de la Terra que en aquest cas es formen a uns 50 km d'altitud.

## Temperatura
S'ha informat de diferents valors per la temperatura mitjana de Mart, el valor comú és de −55 °C. Les temperatures de a superfície s'han estimat des del "Viking Orbiter Infrared Thermal Mapper data"; això dona temperatures extremes des de +27 °C fins a −143 °C a l'hivern en els casquets polars. Les temperatures mesurades pels Viking landers varien de -17,2 °C fins|−107 °C.
La diferència entre les temperatures diürnes i les nocturnes en certes èpoques de l'any (idèntica o molt poc diferent) no té encara explicació. A la primavera de l'hemisferi sud i a l'estiu la variació diària de la temperatura està dominada per les tempestes de pols. les quals incrementen el valor de la temperatura mínima nocturna i fan baixar el valor de la temperatura diürna,

## Propietats de l'atmosfera

### Baixa pressió atmosfèrica
L'atmosfera de Mart està composta principalemt de diòxid de carboni i té una pressió superficial mitjana de’un 600 pascals, molt més baixa que la terrestre que és de 101.000 Pa. Un efecte d'això és que l'atmosfera de Mart pot reaccionar més ràpidament per a una entrada d'energia donada que la terrestre. l'atmosfera marciana té un 4% de nitrogen i argó. L'oxigen i el vapor d'aigua en l'atmosfera marciana representen menys de l'1%..

La massa de l'atmosfera durant l'any varia a causa de la condensació a l'hivern i l'evaporació a l'estiu de grans quantitats de diòxid de carboni als casquets polars.
Com a conseqüència, Mart està subjecte a fortes marees tèrmiques produïdes per l'escalfament solar que no pas a les influències gravitatòries. Aquestes marees són significatives (un 10% del total de la pressió atmosfèrica). La Terra també té aquestes mares però d'efectes menors per la seva major massa atmosfèrica. ..
Malgrat que la temperatura de Mart pugui estar per sobre dels 0 °C, l'aigua líquida és inestable sobre la major part del planeta, ja que la pressió atmosfèrica està per sota del punt triple de l'aigua i el gel simplement se sublima cap vapor d'aigua. Com a excepció a això hi ha les zones baixes del planeta especialment la conca d'impacte d'Hellas Planitia la qual és tan profunda que la pressió atmosfèrica arriba a ser de 1.155 Pa, la qual està per sobre del punt triple i, per tant, si la temperatura ultrapassa els 0 °C hi pot haver aigua líquida.

### Vent
La superfície de Mart té una molt baixa inèrcia tèrmica,cosa que significa que s'escalfa ràpidament quan el Sol hi incideix. A les latituds baixes la circulació de Hadley domina. A latituds més altes les sèries de pressió d'onades baroclíniques dominen el temps. La pols se situa a l'atmosfera molt de temps i l'única precipitació que hi ha és de nevades de CO₂. Hi ha tempestes ciclòniques que s'ha pogut observar des del telescopi Hubble.

### Efecte de les tempestes de pols

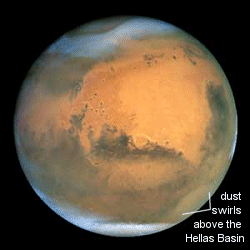
Tempesta de pols a la conca de Hellas del 2001

S'han observat tempestes d epols d'un mes de durada. Són més comunes durant el periheli, quan Mar t rep un 40% més de llum solar que durant l'afeli. Durant l'afeli els núvols de gel interaccionen amb les partícules de pols i afecten la temperatura del planeta.

#### Saltació
El procés de saltació geològica és força important a Mart per afegir partícules a l'atmosfera. Partícules de sorra transportades per saltació s'han observat al MER Spirit rover.

### Presència de metà
SD'ha detectat metà a l'atmosfera de mart per part de la sonda Mars Express a nivells de 10 nL/L.

## Muntanyes
Les tempestes de mart són afectades significativament per les grans serralades de muntanyes. Grans muntanyes individuals com Olympus Mons (27 km) poden afetar la meteorologia local però efectres més grans els tenen els volcans de la regió de Tharsis.
En particular es forma un gren núvol de pol en espiral sobre Arsia Mons.

## Casquets polars

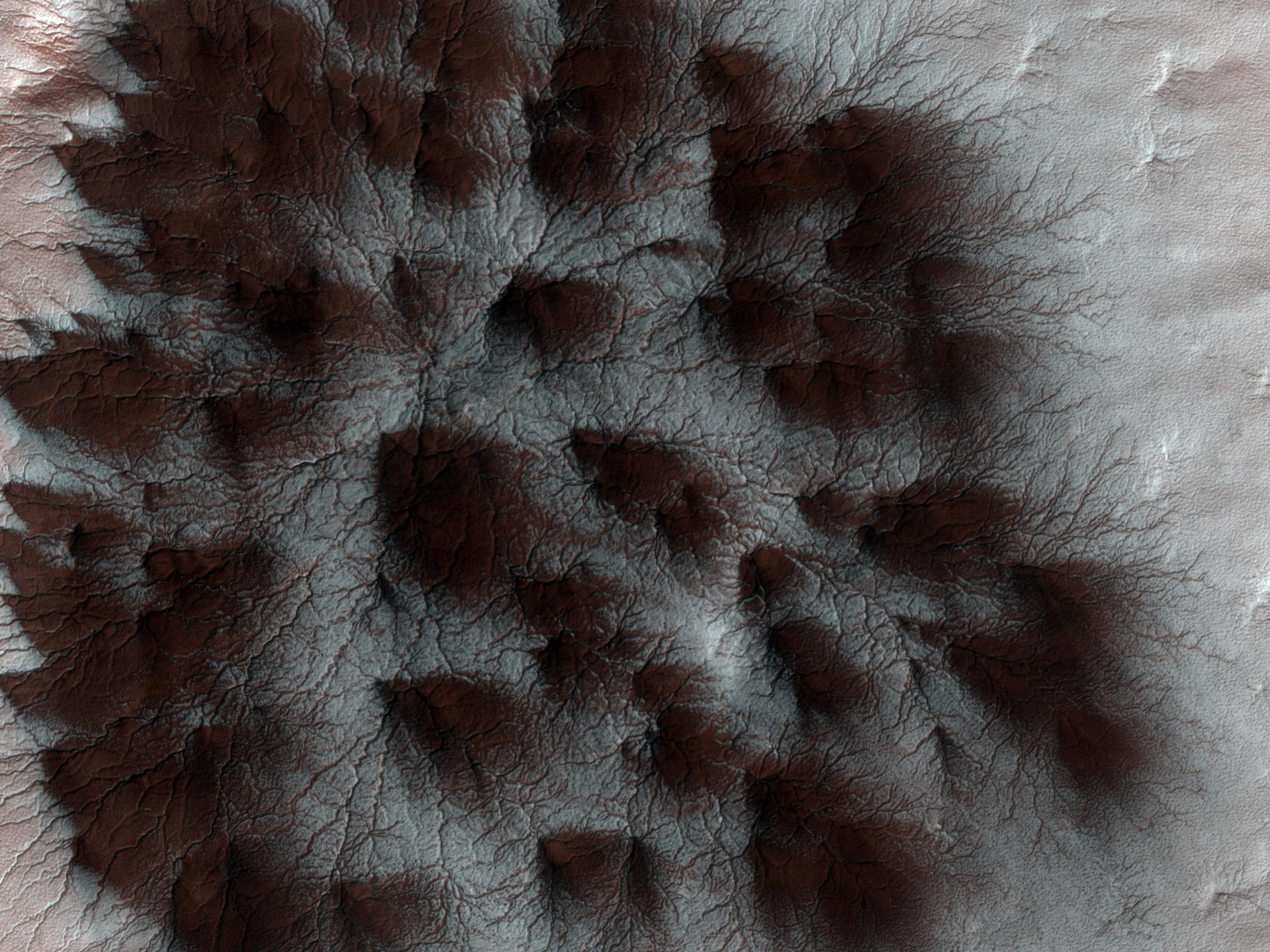
Imatge HiRISE de dunes formades per erupcions de CO₂ gal casquet polar sud.

Els dos casquets polars nord i sud de mart estan formats principalment per gel d'aigua, tanmateix hi ha també gel sec (diòxid de carboni sòlid) a la superfície. Al casquet nord a la zona de Planum Boreum només hi ha gel sec a l'hivern, ja que a l'estiu se sublima completament. En canvi al casquet sud hi ha gel sec tot l'any amb una capa d'uns 8 metres de gruix. Aquesta diferència es deu a l'altitud més elevada del pol sud.

El casquet polar nor té un diàmetre d'aproximadament 1.000 km durant l'estiu de Mart,
i conté uns 1,6 milions de quilòmetres cúbics de gel, una capa de 2 km de gruix. El casquet polar sud té un diàmetre de 350 km i un gruix màxim de 3 km. Els dos casquets disminueixen i tornen a créixer amb la fluctuació estacional de les temperatures de Mart.

## Vent solar
Mart va perdre la majoria del seu camp magnètic fa 4.000 milions d'anys. Com a resultat, el vent solar i la radiació còsmica interaccionen dírectament sobre la ionosfera marciana. Això manté l'atmosfera més tènue.

## Estacions

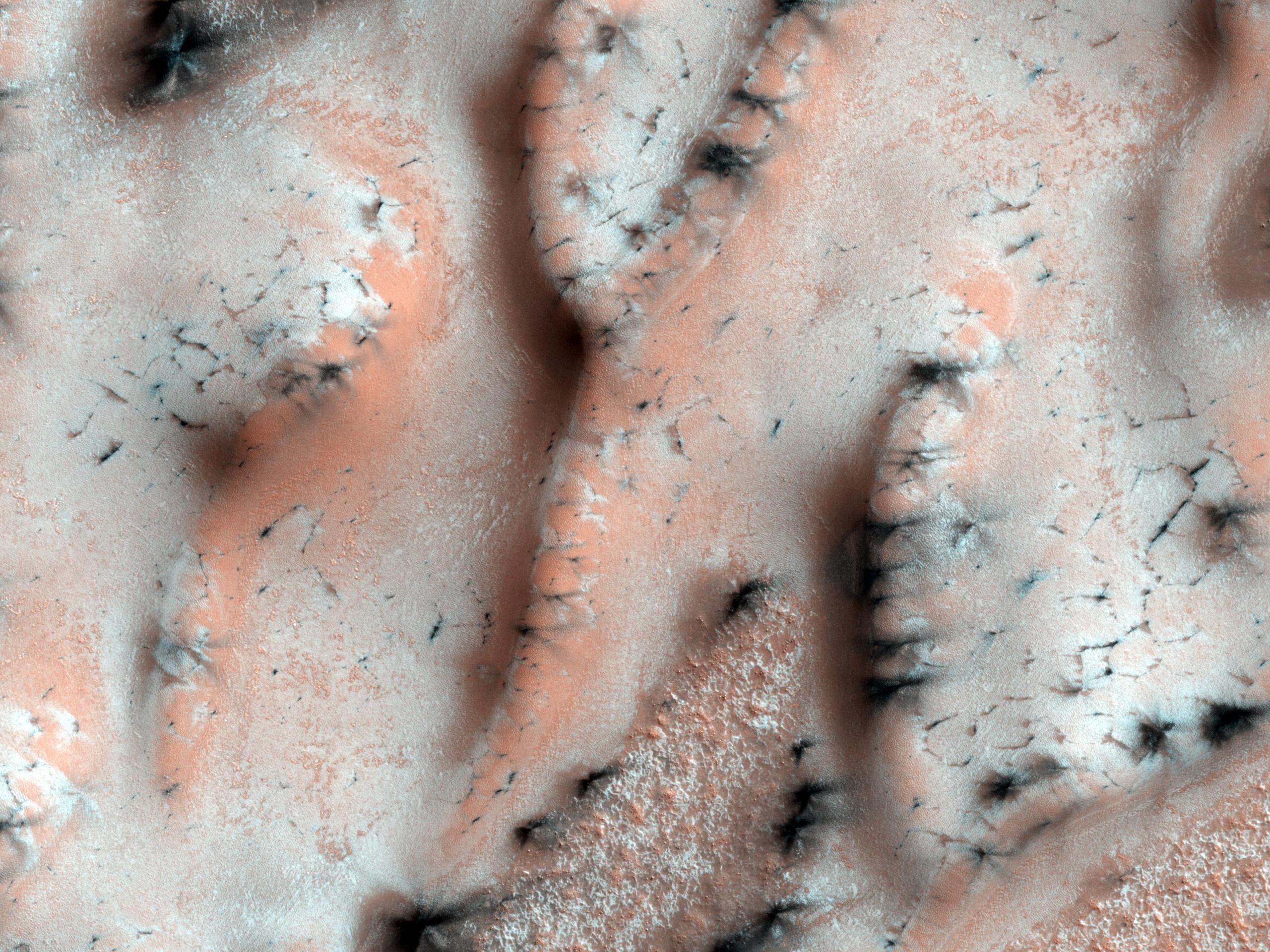
Sublimació del gel a la primavera.

Mart té el seu eix amb un angle de 25.2°. Això significa que té estacions durant l'any com les té la Terra L'excentricitat orbital de Mart de 0,1, molt més gran que la de la terra actualment (0,02). Els hiverns a l'hemisferi sud són més llargs i més freds que al nord.
Les estacions presenten llargades desiguals:
| Estació                             | Sols (a Mart) | Dies (a la Terra) |
| ----------------------------------- | ------------- | ----------------- |
| Primavera del nord, Tardor del sud: | 193.30        | 92.764            |
| Estiu del nord, Hivern del sud:     | 178.64        | 93.647            |
| Tardor del nord, Primavera del sud: | 142.70        | 89.836            |
| Hivern del nord, Estiu del sud:     | 153.95        | 88.997            |

Com que el Mars Global Surveyor va poder observar Mart durant 4 anys marcians va trobar que el temps meteorològic allà era similar d'any en any. Qualsevol diferència estava relacionada amb els canvis en l'energia solar que arribava a Mart. Es van poder predir les tempestes de sorra que hi podria haver durant l'aterratge del Beagle 2. Regional dust storms were discovered to be closely related to where dust was available.

## Zones climàtiques
Com que Mart no té ni vegetació ni pluges qualsevol classificació climàtica s'ha de basar només en la temperatura i un refinament posterior es pot basar en la distribució de la pols, el contingut de vapor d'aigua i si es presenta la neu.